# Cronstett- und Hynspergische evangelische Stiftung zu Frankfurt am Main

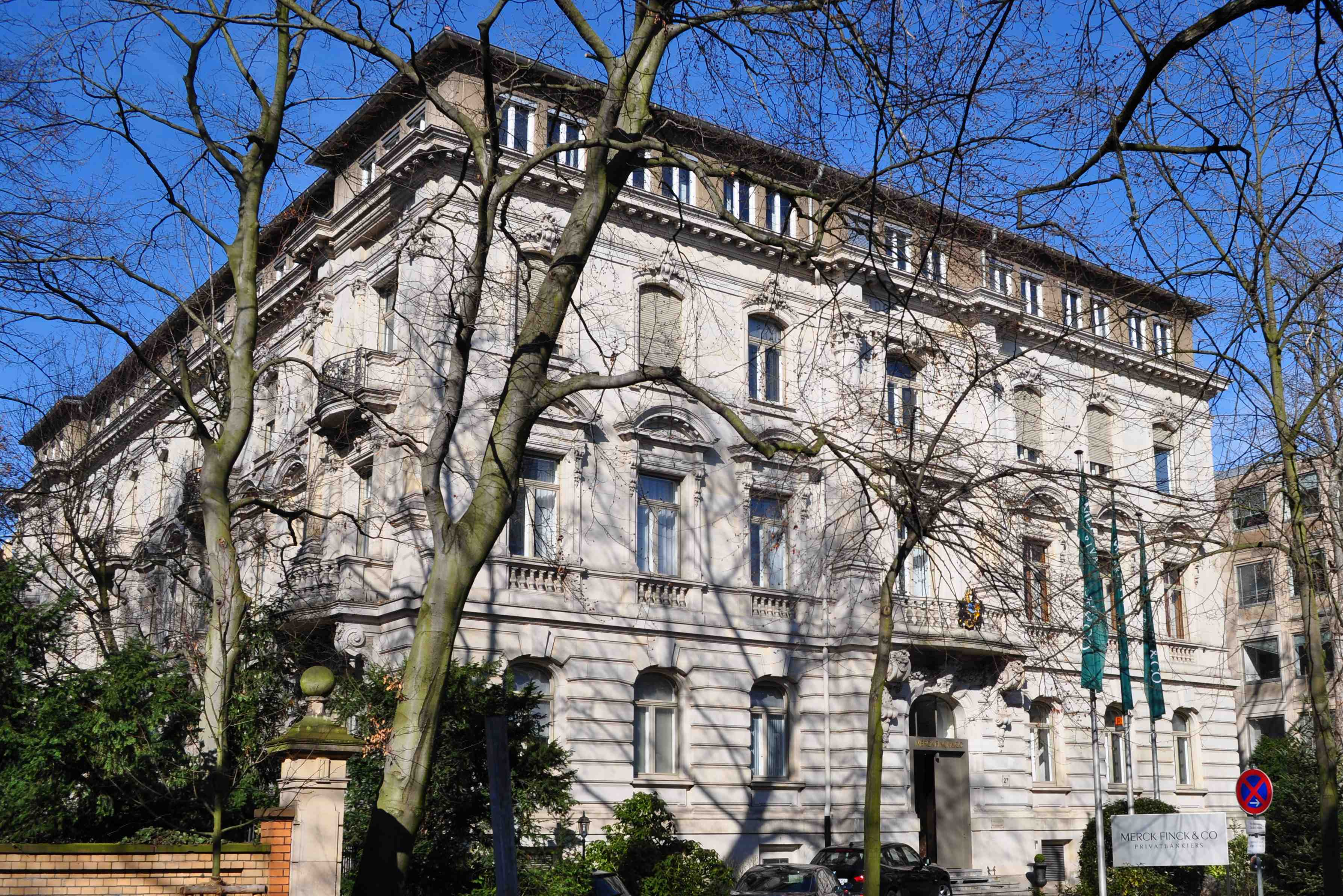
Ehemaliges Stiftsgebäude in der Frankfurter Lindenstraße

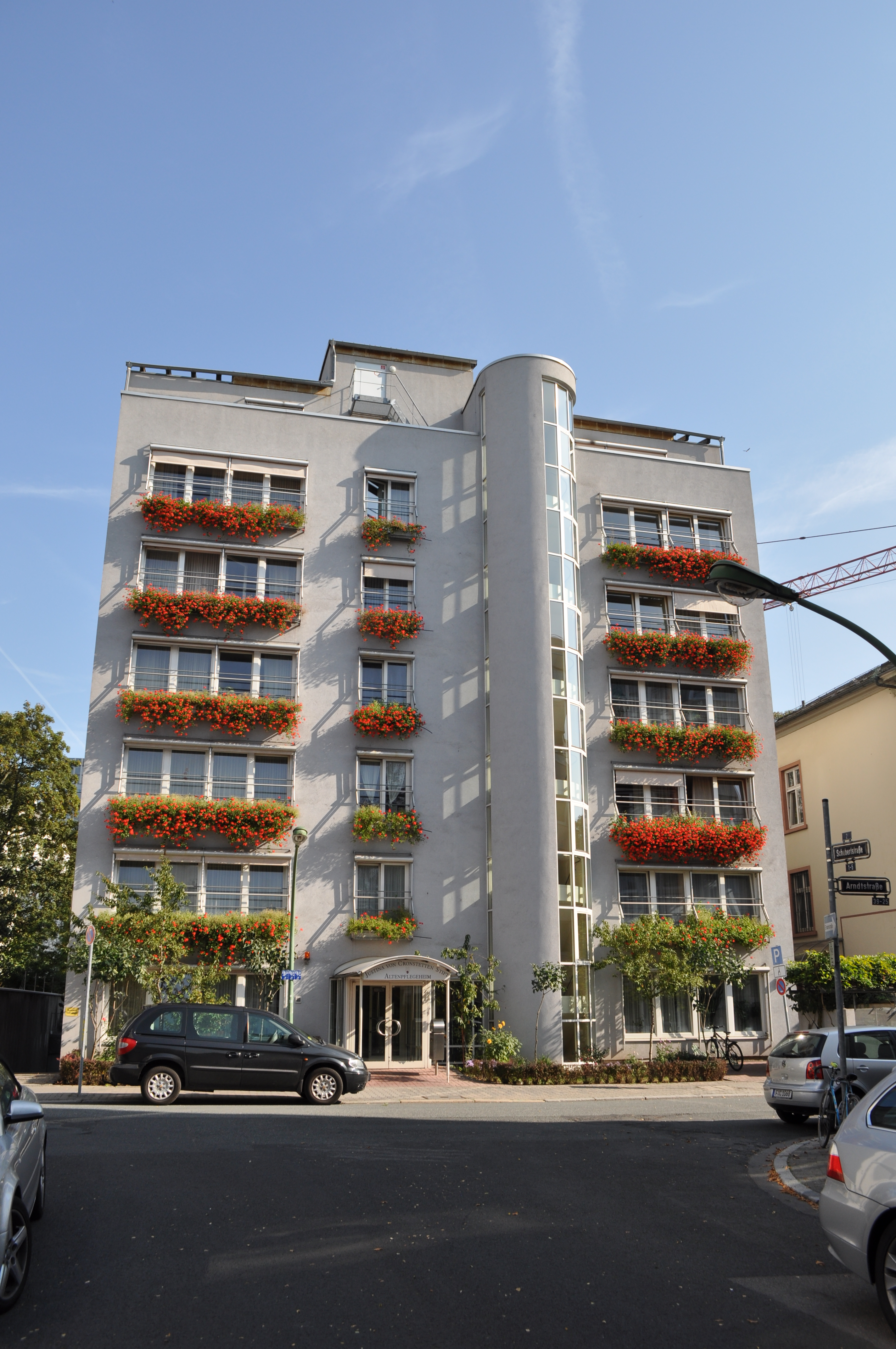
Altenpflegeheim der Cronstetten Stiftung im Frankfurter Westend

Die Cronstett- und Hynspergische evangelische Stiftung zu Frankfurt am Main ist eine 1753 von Justina Catharina Steffan von Cronstetten gegründete Wohltätigkeits-Stiftung in Frankfurt am Main unter dem Dach der Gesellschaft und vormaligen Vereinigung örtlicher Patrizier-Familien, Alten Limpurg. Stiftungszweck ist die Unterstützung von unverschuldet in Not geratenen Personen und Organisationen, die diesem Zweck dienen sowie die Förderung von kulturellen Einrichtungen in Frankfurt am Main.

## Geschichte und Stiftungstätigkeit

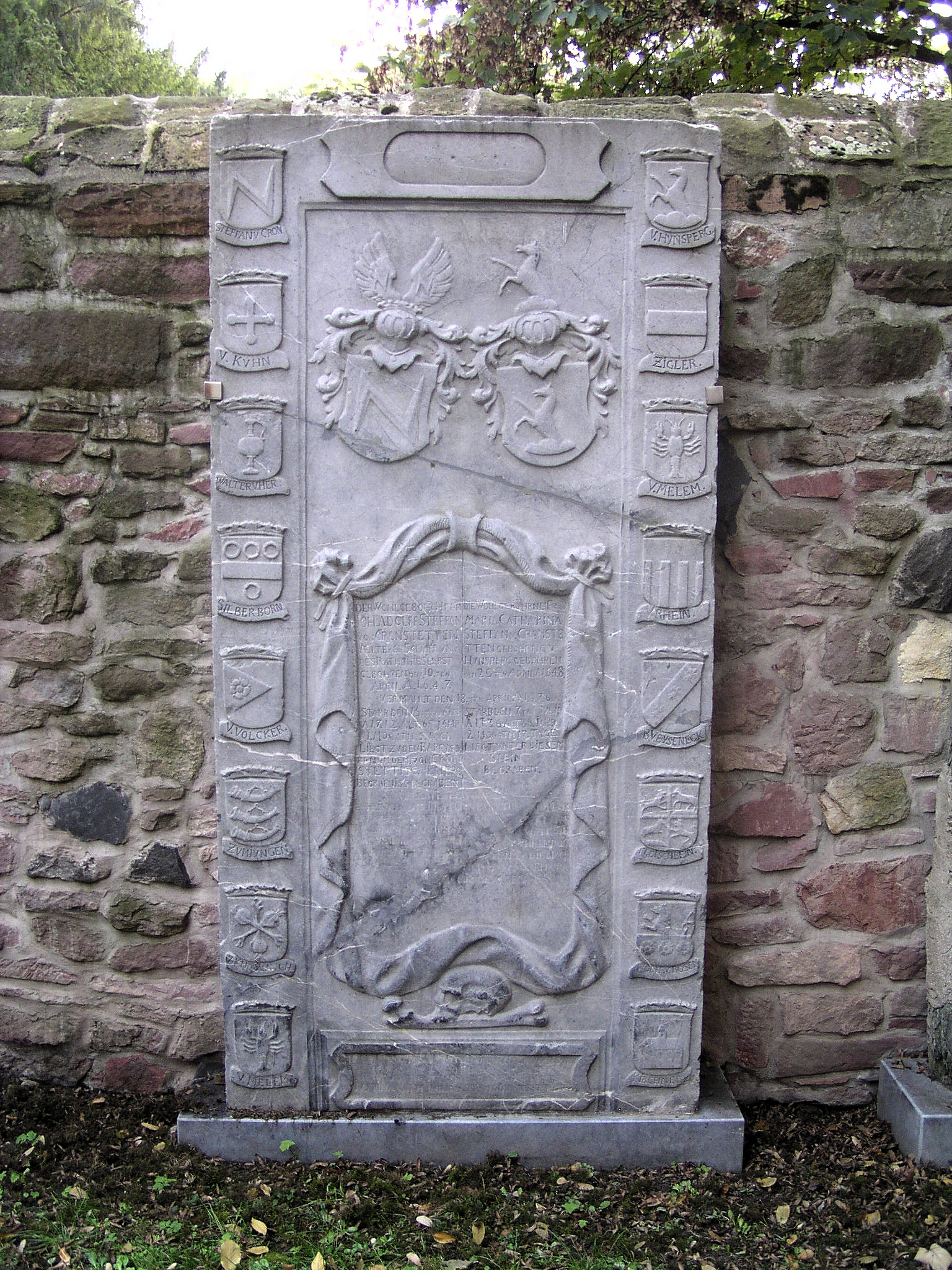
Grabmal der Familie Steffan von Cronstetten auf dem Kirchhof der Frankfurter Peterskirche

Die Stiftung geht auf die Familie Steffan zurück, die 1451 von Bingen nach Frankfurt einwanderte, dort das Bürgerrecht erwarb und schnell in das Patriziat der Stadt aufstieg. Oberhaupt der Familie war der Tuch-Großhändler Hans Steffan, der 1462 in die Gesellschaft Alten Limpurg aufgenommen wurde. Bis zum Ende des 16. Jahrhunderts war die Familie im Tuchhandel aktiv und erwarb ein beträchtliches Vermögen. Zahlreiche Mitglieder saßen im Rat der Stadt Frankfurt. Außerdem stellten die Steffan mehrere Jüngere und Ältere Bürgermeister und Stadtschultheißen. Ab etwa 1600 betrieben sie kaum noch Handel, sondern lebten von den Erträgen ihres Vermögens und ihres Landbesitzes. 1621 wurden vier Brüder aus der Familie von Kaiser Ferdinand II. in den Reichsadelsstand aufgenommen. Die Familie führte seitdem den Namen Steffan von Cronstetten.
Letztes Mitglied der Familie war Justina Catharina Steffan von Cronstetten. In ihrem Testament vermachte sie 1753 ihr Vermögen einer Stiftung, die die unverheirateten Töchter und Witwen aus den Mitgliedsfamilien der Alten Limpurg versorgen sollte. Weiterer Stiftungszweck war von Anfang an die Unterstützung Alter, Kranker, Schüler und Studenten der Stadt Frankfurt. Der Name Steffan v. Cronstett- und Hynspergische Adelige Evangelische Stiftung sollte an die Herkunft der Stifterin aus diesen Familien erinnern, „welche seit einigen Jahrhunderten allhier in gutem Ansehen gestand“. Kaiser Joseph II. privilegierte die Stiftung 1767 schon kurz nach Inkrafttreten des Testaments.
Die Stiftung verfügte bis zum Ende des 19. Jahrhunderts über ein Stiftsgebäude auf dem Grundstück Roßmarkt 17/19/21 an der Einmündung der Straße Am Salzhaus, ungefähr auf der heutigen Ecke Kaiserstraße / Roßmarkt. Es handelte sich um den ehemaligen Großen Kranichshof, den vormaligen Wohnsitz der Stifterin. Für die Anlage der neuen Kaiserstraße 1870 bis 1873 benötigte die Stadt Frankfurt eine Teilfläche des Stiftsgeländes. Nachdem die Stiftung nicht verkaufen wollte, enteignete die Stadt den entsprechenden Teil des Grundstücks und brach die Baulichkeiten ab. Mit Urteil vom 31. Januar 1873 bestätigte das königlich preußische Stadtgericht Frankfurt am Main die Enteignung und den Kaufpreis von 104,90 Mark je Quadratmeter.
Das Restgrundstück blieb Eigentum der Stiftung, die einen darauf erhaltenen kleineren Gebäudeteil nutzte, während auf den Nachbargrundstücken an der neuen Kaiserstraße repräsentative Neubauten im Stil des Historismus entstanden. Im Jahr 1893 verkaufte die Stiftung dieses Restgrundstück, um mit dem Kaufpreis das neue Stiftungsgebäude Lindenstraße 27 zu finanzieren. Auf einem Teil dieser Fläche wurde 1894 der Drei-Kaiser-Bau errichtet.
Von 1896 bis 1897 entstand das neue Stiftsgebäude auf dem Grundstück Lindenstraße 27 im Stadtteil Westend, das – mit einer Unterbrechung durch Zwangsverkauf in der Zeit des Nationalsozialismus – bis heute Eigentum der Stiftung ist.
Ebenfalls bis in die Gegenwart unterhält die Stiftung ein eigenes Altenpflegeheim im Westend, das 1997 eingerichtete Justina von Cronstetten Stift. Darüber hinaus betreibt es seit 1979 die Johanniter-Cronstetten-Altenpflege, seit 1985 die Mobile Kinderkrankenpflege in Frankfurt-Bornheim und bietet unverschuldet in Not geratenen Menschen Einzelbeihilfen. Im Jahr 1989 beteiligte sich die Stiftung an der Gründung der Frankfurter Bürgerstiftung. Ein weiteres Projekt ist das Cronstetten-Haus, das 2007 am Frankfurter Westhafen eröffnete.

## Bekannte Stiftsfrauen
- Karoline von Günderrode
- Adelheid von Stein zu Nord- und Ostheim